# 트레이시 채프먼
트레이시 채프먼(Tracy Chapman, 1964년 3월 30일 ~ )은 미국의 싱어송라이터이다.